# Пайлон-дель-Дьябло

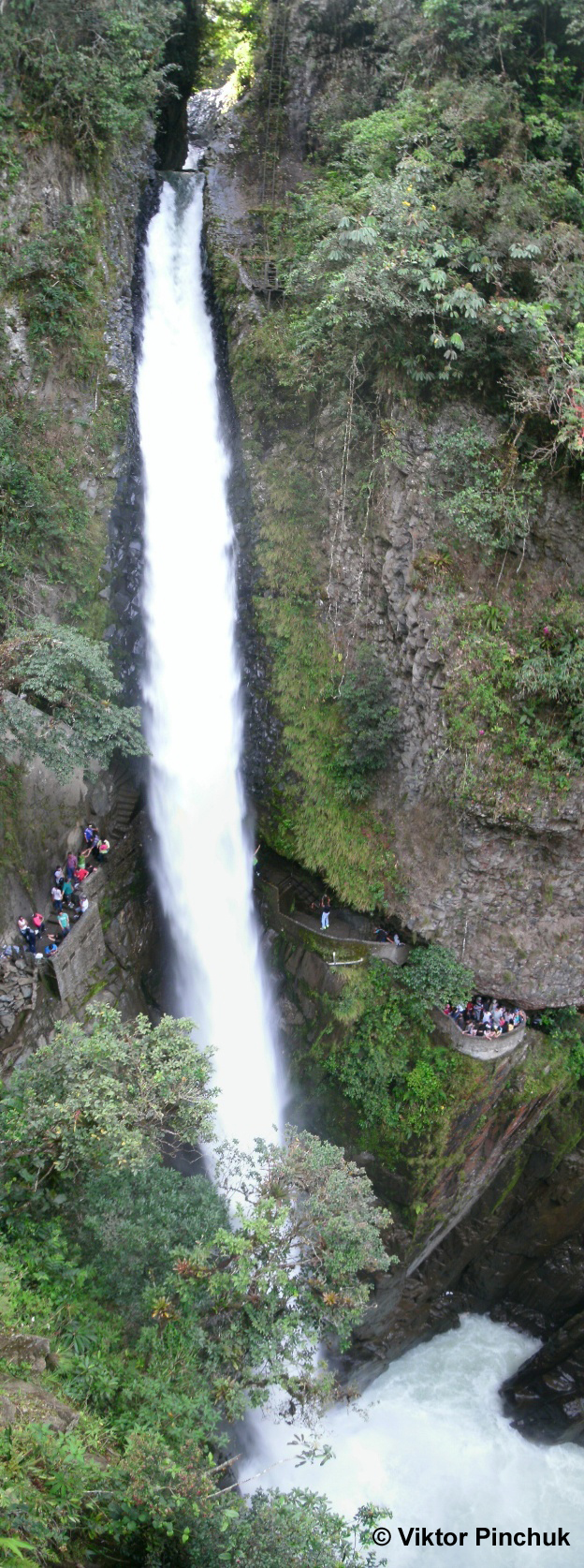
Пайлон-дель-Дьябло

Пайлон-дель-Дьябло (исп. Pailón del Diablo) — водопад в Эквадоре. Высота падения — 90 метров (по другим данным — около 80 метров).

## Описание
Водопад расположен на реке Рио-Верде (приток Пастасы) в провинции Тунгурауа, в 14 километрах от города Баньос — столицы одноименного кантона, недалеко от соединяющей города Баньос и Пуйо трассы, которую местные жители называют «Дорогой водопадов» (Ruta de las Cascades).
Окружён тропической растительностью, включающей в себя орхидеи, и базальтово-кварцитовыми скалами. Каскад состоит из трёх водопадов. Температура воды в зависимости от сезона меняется от 10 до 28 °C.
Название, переводящееся с испанского как «котёл дьявола» водопад получил из-за сформированной вторым водопадом каскада чаши с водоворотом. Над рекой вблизи водопада расположен подвесной мост, с которого его можно осмотреть.

## Галерея

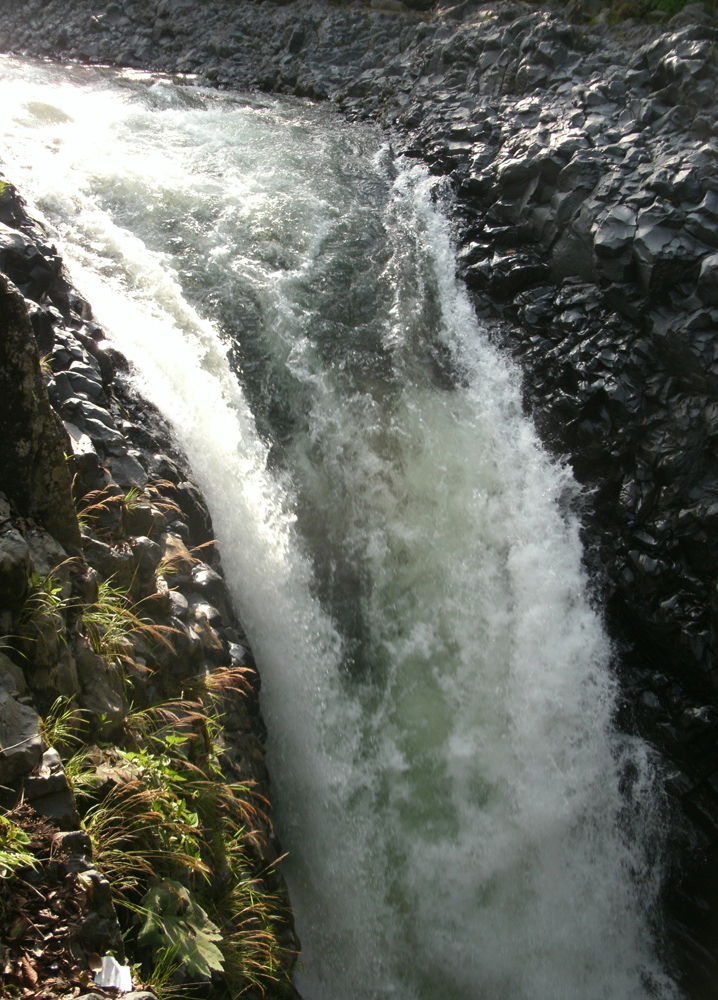
Водопад "Котёл дьявола" (1)
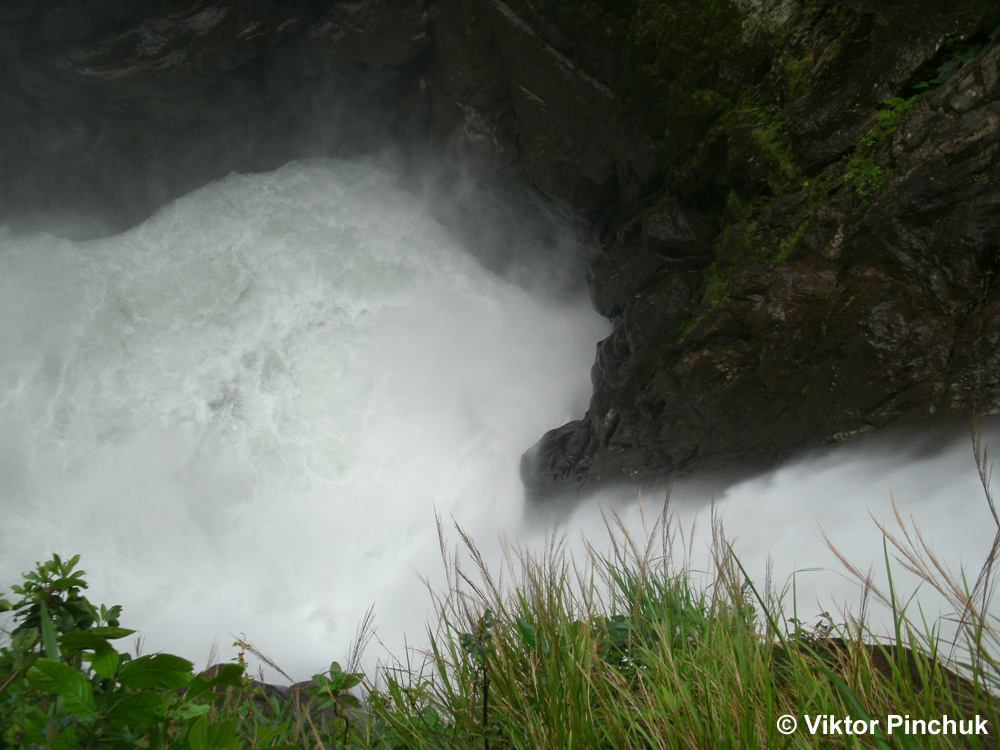
Водопад "Котёл дьявола" (2)
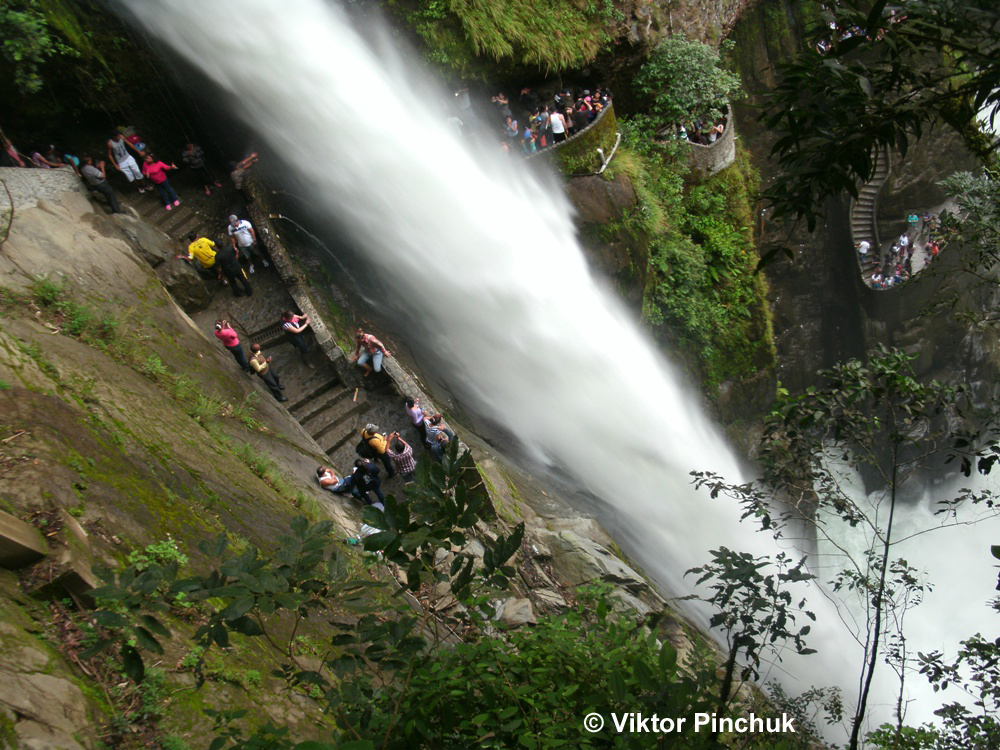
Водопад "Котёл дьявола" (3)
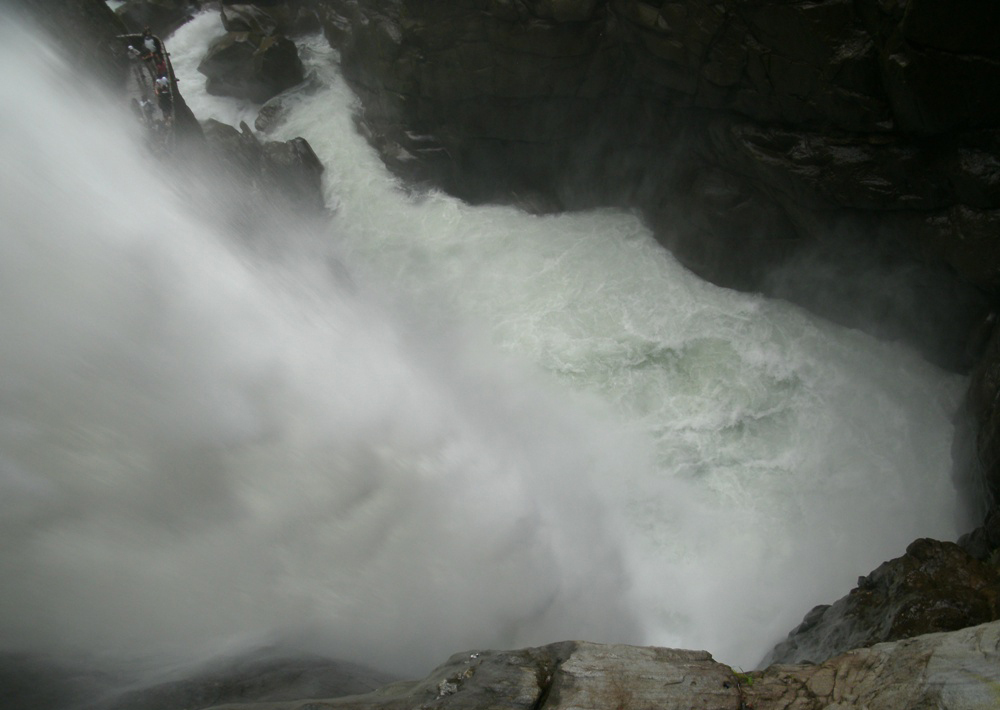
Водопад "Котёл дьявола" (4)
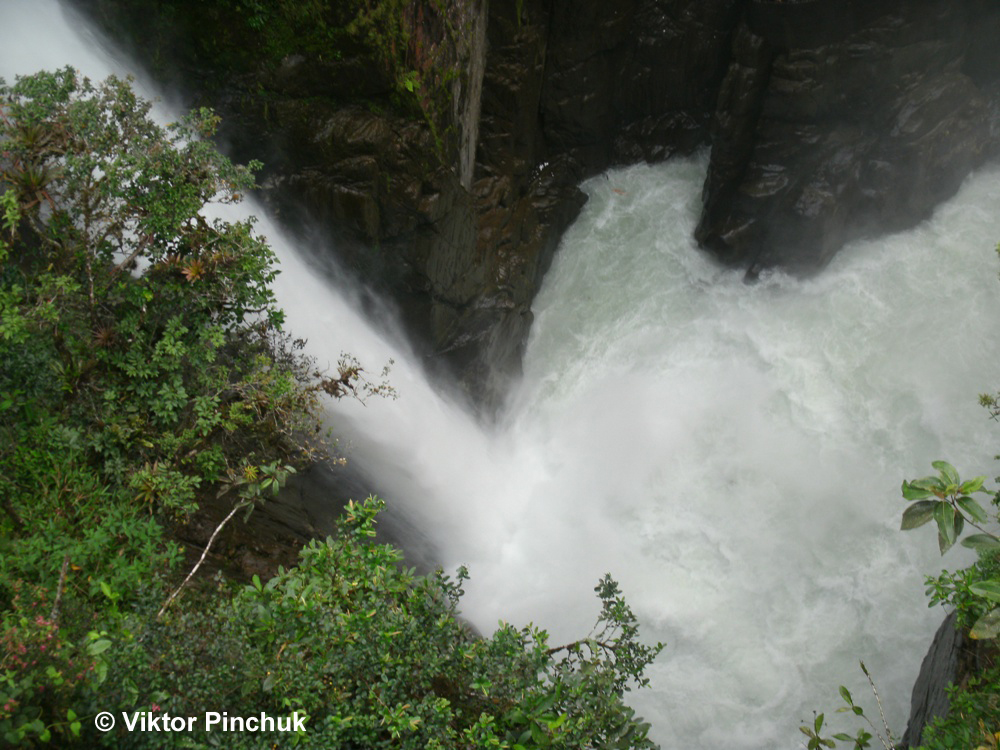
Водопад "Котёл дьявола" (5)
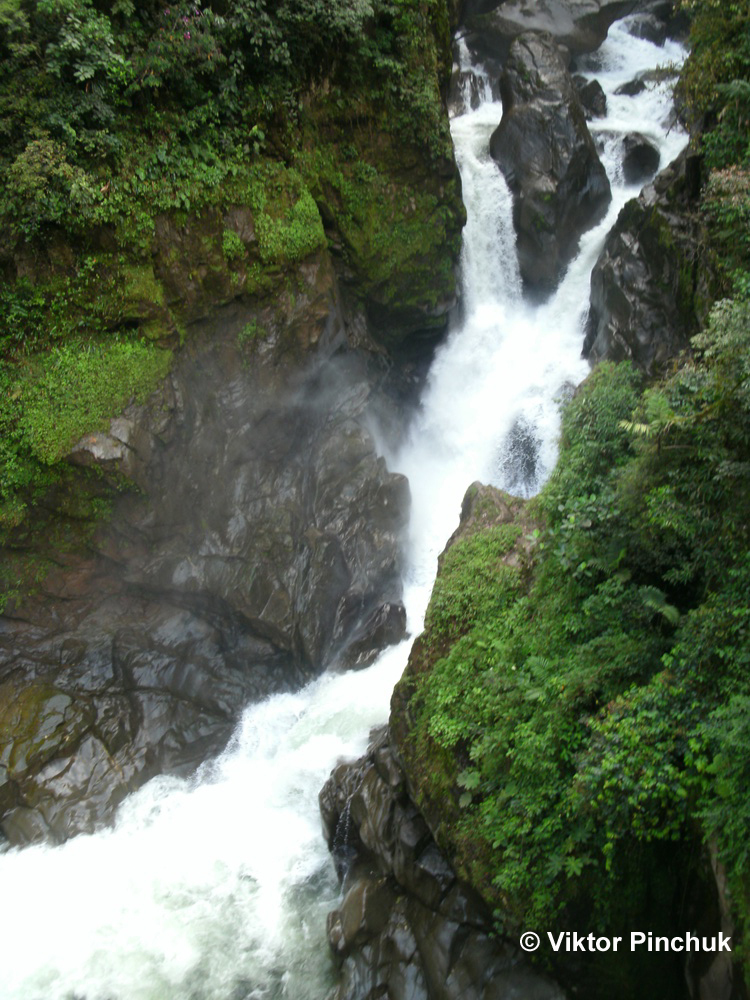
Водопад "Котёл дьявола" (6)